# Dick van Burik
Dick van Burik (ur. 29 listopada 1973 w Utrechcie) – holenderski piłkarz, grający na pozycji obrońcy.

## Kariera
Karierę zakończył w 2007 roku w Hercie BSC. Do tego klubu został sprowadzony 1 czerwca 1997 roku i występował tam przez 10 lat. Wcześniej gracz między innymi takich zespołów jak: FC Utrecht, NAC Breda, AFC Ajax. Sukcesy jakie ma na swoim koncie to Finał Pucharu Ligi 2000 z Herthą oraz dwa zwycięstwa w Pucharu Ligi w 2001 i 2002 również z drużyną z Berlina.
| Rozgrywki  | Kraj     | Poziom | Mecze | Bramki |
| ---------- | -------- | ------ | ----- | ------ |
| Eredivisie | Holandia | I      | 101   | 6      |
| Bundesliga | Niemcy   | I      | 245   | 7      |